# Kattfoss Station
Kattfoss Station (Kattfoss holdeplass) er en tidligere jernbanestation på Randsfjordbanen, der ligger lidt syd for Geithus i Modum kommune i Norge. Stationen åbnede som trinbræt under navnet Katfos 3. juni 1956, men stavemåden blev ændret til Kattfoss i 1958. Betjeningen med persontog ophørte i 2001. Stationen, der består af et spor og en perron med et læskur af træ, fremgår dog stadig af Jernbaneverkets stationsoversigt. Gravfossveien, en del af Fylkesvei 145 krydser banen på en bro umiddelbart syd for stationen.